# Йоганнелунд (станція метро)
59°22′04″ пн. ш. 17°51′28″ сх. д. / 59.367778° пн. ш. 17.857778° сх. д.
«Йоганнелунд» (швед. Johannelund) — станція Зеленої лінії Стокгольмського метрополітену, обслуговується поїздами маршруту Т19.

## Історія
Станція відкрита 1 листопада 1956 року у складі дільниці «Веллінгбю» — «Гессельбю-горд». Відстань до станції «Слюссен» становить 17 км. Пасажирообіг станції в будень — 1250 осіб (2019).
Розташування: мікрорайон Вінста, що є частиною району Гессельбю-Веллінгбю на заході міста Стокгольм.
Конструкція: відкрита наземна станція з двома бічними платформами на дузі.